# ZU-23-2
ZU-23-2 "Sergei", hay ZU-23, là một loại pháo phòng không bán cố định, có chế độ bắn tự động, nòng đôi cỡ nòng 23 mm do Liên Xô nghiên cứu và chế tạo. ZU là viết tắt của Zenitnaya Ustanovka (Tiếng Nga: Зенитная Установка) - nghĩa là pháo phòng không. Định danh của GRAU cho loại pháo này là 2A13.

## Lịch sử phát triển
ZU-23-2 được thiết kế vào cuối những năm 1950. Nó được thiết kế với mục đích chống lại những khí cụ bay ở độ cao không quá 2.5 km, có thể lắp trên các phương tiện cơ giới một cách dễ dàng, có khả năng hạ nòng tấn công các mục tiêu mặt đất trong phạm vi 2 km và chống lại những cuộc tấn công tầm thấp bất ngờ bởi trực thăng. Năm 1955, Phòng thiết kế chế tạo khí cụ thành phố Tula (KBP) giới thiệu phiên bản pháo phòng không đơn nòng ZU-1 và nòng đôi ZU-14. ZU-1 bị dừng nghiên cứu trong khi khẩu ZU-14 lại được tiếp tục phát triển, và sau này ZU-14 được phát triển thành ZU-23-2.
Ở Liên Xô, có khoảng 140.000 khẩu pháo loại này được sản xuất. ZU-23 cũng được sản xuất dưới giấy phép bởi Bulgaria, Ba Lan, Ai Cập và Trung Quốc.
Phiên bản tự hành hóa của ZU-23-2 là pháo ZSU-23-4 Shilka, với 2 khẩu ZU-23-2 được dẫn đường bằng thiết bị quang học và radar RPK-2.

## Miêu tả sơ lược
ZU-23-2 (2A13) là một pháo tự động nòng kép 23mm có tính bán cố định. Trong trạng thái cố định, mâm pháo có một trục quay giúp xạ thủ có thể quay pháo suốt 360 độ. Pháo có thể triển khai vào trạng thái sẵn sàng chiến đấu trong vòng 30s và có thể vừa hành tiến vừa bắn trong trường hợp khẩn cấp. Pháo được ngắm và bắn hoàn toàn bằng thủ công, trang bị một kính ngắm quang học ZAP-23 cùng một thước ngắm cơ khí. Nó cũng được lắp đặt một ống ngắm thẳng T-3 sử dụng trong trường hợp tấn công bộ binh hoặc xe thiết giáp ở mặt đất. Đạn pháo được đặt trong các thùng đạn và được nạp qua hai băng tải ở hai bên. Mỗi thùng đạn chứa 50 viên và cung cấp cho 2 nòng riêng biệt của khẩu pháo. Khói súng tạo ra trong quá trình chiến đấu được thoát ra ở nòng súng.
Thông thường nếu bắn liên tục 100 viên nòng súng sẽ bị nóng và ảnh hưởng tới độ chính xác. Mỗi khẩu ZU-23 đều được cấp theo 2 nòng dự phòng như thiết bị thay thế trong quá trình chiến đấu, tuổi thọ của một nòng súng là 8.000 viên. Liên doanh xí nghiệp quốc phòng Tulamashzavod đã đưa ra mẫu nòng súng mới 2A14M với tuổi thọ tăng lên 10.000 viên thay vì 8.000.
Bộ giá của pháo được thiết kế dựa trên phiên bản súng máy phòng không ZPU-2 2 nòng, với 2 khẩu KPV 14.5 mm lắp trên một giá.ZU-23-2 có thể dễ dàng nhận biết được thông qua 2 băng tải lắp thùng đạn ở hai bên súng và đầu chụp giảm chớp ở nòng súng. Có hai phiên bản khác của ZU-23-2 ở dạng 1 nòng và 4 nòng, tuy nhiên cả hai phiên bản này chưa bao giờ đưa vào phục vụ.
ZU-23-2 có thể dễ dàng lắp đặt lên các phương tiện cơ giới. Ở Liên Xô, và sau này là Nga thì ZU-23 thường được lắp trên xe tải GAZ-66 hoặc GAZ-69.

## Các loại đạn
ZU-23-2 sử dụng loại đạn 23x152B mm, cùng loại với pháo VYa lắp đặt trên các tiêm kích thời Thế chiến thứ hai. Bởi vì cơ cấu nạp đạn và thiết kế vỏ bọc khác nhau nên đạn phòng không không thể dùng cho mặt đất. Đạn dùng cho súng phòng không sử dụng vỏ bọc làm bằng thép trong khi đạn cho pháo mặt đất lại dùng vỏ bọc làm bằng đồng. Bảng dưới đây liệt kê một số loại đạn cỡ 23 mm khác nhau được sử dụng bởi súng ZU-23-2:
| Tên thiết kế | Loại đại | Khối lượng đầu đạn [g] | Khối lượng thuốc phóng [g] | Sơ tốc đầu nòng [m/s] | Khái quát |
| ------------ | -------- | ---------------------- | -------------------------- | --------------------- | --- |
| BZT          | API      | 190                    | ?                          | 970                   | Đạn xuyên giáp cỡ bằng AP (Armour Piercing), có nhồi một lượng thuốc nổ bên trong nắp chụp đầu đạn. Xuyên được 15 mm thép đồng nhất (RHA) ở cự ly 1000m với góc bắn 30 độ, thời gian cháy chậm đến khi đạn nổ trên không là 5s kể từ lúc nổ súng. |
| OFZ          | HE       | 184                    | 19                         | 980                   | Đạn trái phá (HE) có chứa mảnh văng và một ngòi tự hủy. |
| OFZT         | HE-T     | 188                    | 13                         | 980                   | Đạn trái phá có chứa mảnh văng, giảm lượng thuốc nổ nhồi đầu đạn để lắp đặt thêm ngòi cháy chậm, thời gian cháy chậm là 5s. |
| APDS-T       | APDS-T   | 103                    | không rõ                   | 1220                  | Phiên bản đạn xuyên có guốc dưới cỡ APDS-T (Armour Piercing Discarding Sabot) có lắp thêm ngòi nổ cháy chậm của Ba Lan. Xuyên được 30 mm thép đồng nhất (RHA) ở cự ly 1000 m với góc tới 30 độ, thời gian cháy chậm dưới 2,5 s.                   |

## Lịch sử hoạt động
ZU-23-2 đi vào hoạt động trong Quân đội Xô Viết vào năm 1960. ZU-23-2 thường đặt lắp đặt trên xe tải với cả hai vai trò phòng không và phòng thủ mặt đất. Nó có thể lắp được trên xe bọc thép MT-LB và các xe bọc thép đa dụng khác. Đặc biệt là phiên bản giá ba chân lắp trên xe BTR-D thả dù. Hàng loạt các ưu điểm như: rẻ tiền, dễ sử dụng, dễ bảo trì, dễ nâng cấp, dễ sửa khi bị hỏng, vững chắc, bền bỉ, dẻo dai, ổn định, mạnh mẽ, đầy uy lực, ... đã giúp ZU-23-2 vẫn còn được duy trì hoạt động trong Lực lượng Vũ trang Liên bang Nga và hơn 20 quân đội khác nữa trên thế giới.
Từ năm 1965, Liên Xô bắt đầu viện trợ với số lượng lớn pháo ZU-23-2 cho Việt Nam Dân chủ Cộng hòa. Pháo 23 mm và pháo 37 mm 61-K 37 mm đã trở thành xương sống của lực lượng phòng không tầm thấp và cận trung của Quân đội Nhân dân Việt Nam trong Chiến tranh Việt Nam. Được cho là nguyên nhân gây nên 83% tổn thất cho Không quân Hoa Kỳ bởi lực lượng phòng không, ZU-23 đã bắn rơi gần 100 máy bay và trực thăng của Mỹ ở Việt Nam, đặc biệt là trên tuyến đường mòn Trường Sơn..
Trong Chiến tranh Afghanistan (1978–1992), ZU-23 được Quân đội Xô Viết dùng để phòng không và cả phòng thủ mặt đất ở nơi đóng quân. Trong Chiến tranh Afghanistan (2001–14), lực lượng nổi dậy bao gồm Taliban và những đồng minh phía bắc sử dụng ZU-23-2, SA-7 và FIM-92 Stinger, làm vũ khí phòng không chính của mình.
Trong những năm 1983, ZU-23M được các sử dụng bởi các lực lượng nổi dậy như Hezbollah ở Liban nhằm chống lại Thủy quân Lục chiến Hoa Kỳ và liên quân gìn giữ hòa bình ở Li băng. Vào thời điểm đó, phát ngôn viên của lực lượng Thủy quân Lục chiến Hoa Kỳ cho rằng việc sử dụng pháo 23 mm hạ nòng tấn công bộ binh là vi phạm các hiệp ước quốc tế về chiến tranh. Tuy nhiên vào năm 1988, thiếu tá Thủy quân Lục chiến Hoa Kỳ. W. Hays Parks đã phủ nhận cho rằng những lý lẽ này là vô căn cứ.
ZU-23-2 được sử dụng rộng rãi ở cả hai phe trong Nội chiến Libya (2011) và hay thường thấy trên các xe bán tải. Loại vũ khí này cũng được cả hai bên sử dụng trong Nội chiến Syria. Một vài clip Youtube đã cho thấy trực thăng của quân chính phủ Syria (SAA) bị lực lượng đối lập dùng ZU-23 trên xe bán tải bắn rơi.

## Các biến thể và các bản nâng cấp

### Liên bang Nga

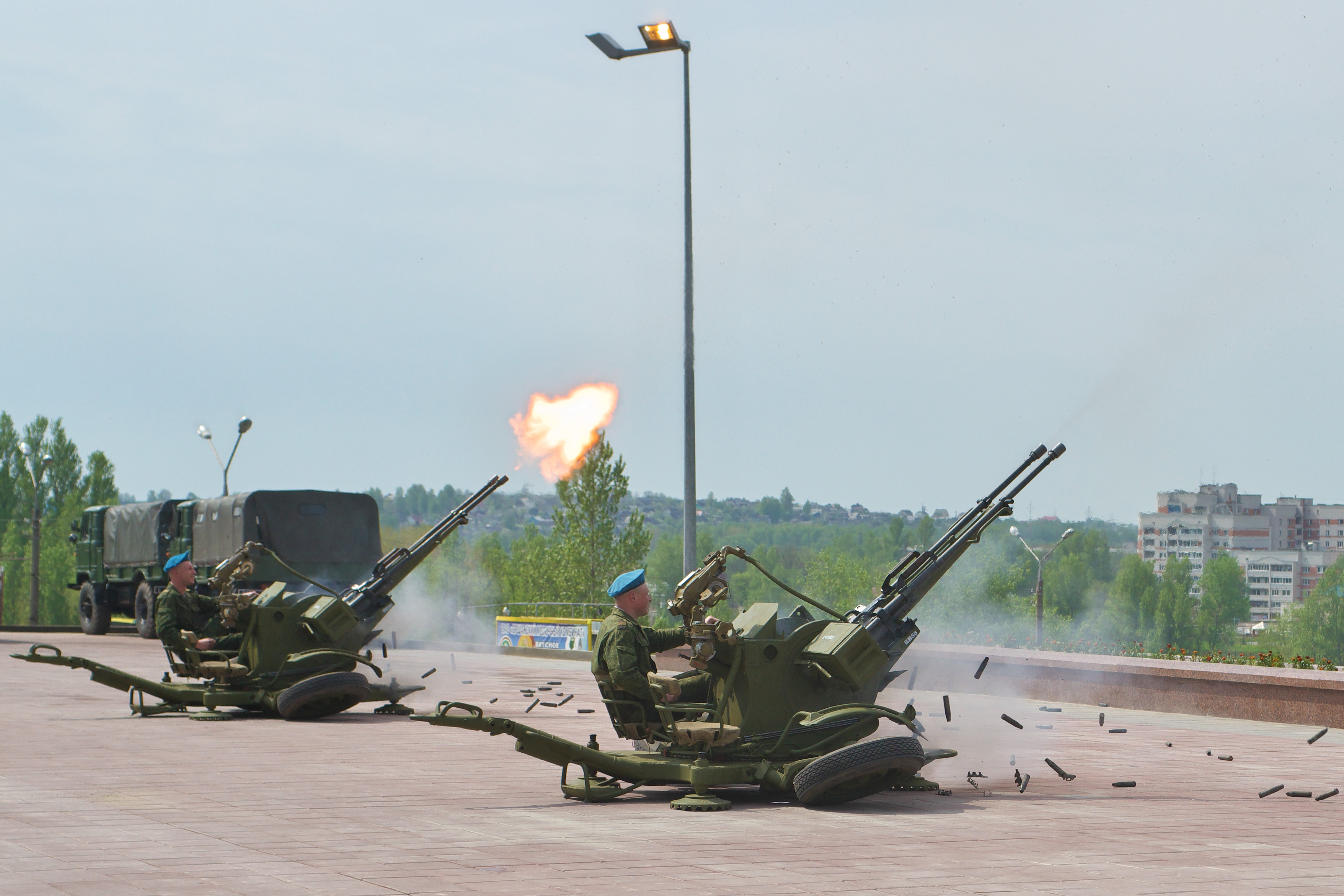
ZU-23-2 ở Vitebsk, Belarus

- ZU-23M - Phiên bản nâng cấp, thiết kể bởi cục cơ khí kỹ thuật Nudelman (KB Tochmash). Có hệ thống ngắm bắn mới (với máy ngắm laser đo xa, vô tuyến, máy ngắm quang học, kính ngắm vô tuyến hồng ngoại sử dụng ban đêm) và hệ thống điều khiển điện tử. Mâm pháo có lắp đặt thêm 2 vị trí lắp tên lửa vác vai ở sau ghế của pháo thủ, có thể lắp các loại tên lửa như 9M32M "Strela-2M" hoặc 9M39 "Igla".[14][15]
- ZU-23M1 - Phiên bản phổ biến nhất trong Quân đội Nga, phát triển bởi liên doanh xí nghiệp cơ khí và các thiết bị đặc biệt Podolsky “PEMZ Spetsmash” và “NTC Elins”, được xuất khẩu bởi Rosoboronexport. Giống như ZU-23M, nó được nâng cấp hệ thống ngắm bắn và giá tích hợp lắp đặt tên lửa "Igla", hay còn gọi với tên 9M342 "Igla-S".[16]
  - Tổ hợp pháo-tên lửa phòng không tích hợp có tên gọi là ZU-23/ZOM1 (thường được gọi một cách không chính xác là “ZU-23/30M1”). NÓ bao gồm một module pháo tự động (strel’bovoj modul) ZU-23/ZOM1-SM và module tên lửa (puskovoj modul) ZU-23/ZOM1-PM với 4 tên lửa vác vai 9M333 “Strela-10”; bộ điều khiển từ xa (modul distantsionnogo upravleniya) ZU-23/ZOM1-MU và máy phát điện AB-1.Tùy theo yêu cầu của khách hàng, hệ thống có thể cung cấp thiếu hệ thống module -SM (ZU-23/ZOM1-1), -PM (ZU-23/ZOM1-2), (ZU-23/ZOM1-3), hoặc cả module -PM và -MU (ZU-23/ZOM1-4).[17]

### Ba Lan

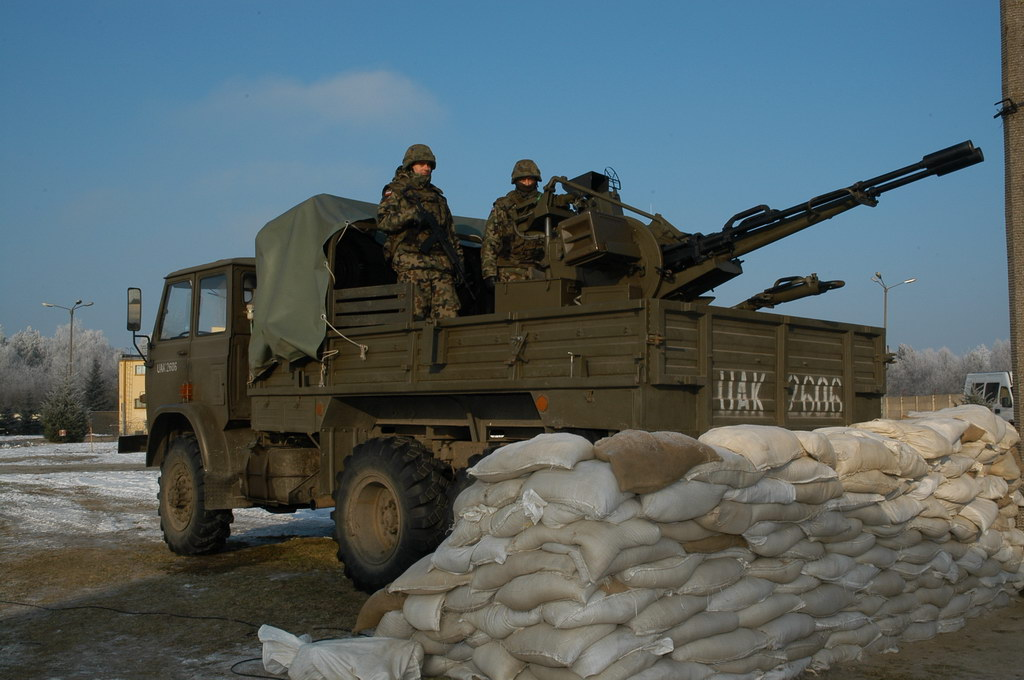
Star 266 lắp trên xe ZUR-23-2KG

- ZU-23-2 - Phiên bản gốc được sản xuất dưới giấy phép bởi Ba Lan ở nhà máy Zakłady Mechaniczne "Tarnów" S.A. từ năm 1972.[18]
  - ZUR-23-2S "Jod" - Phiên bản nâng cấp với kính ngắm quang học đời mới GP-1R và giá phóng kép có thể lắp đặt 2 tên lửa "Strela-2M", sử dụng từ năm 1988[18] (picture).
    - ZUR-23-2KG "Jodek-G" - Phát triển từ ZUR-23-2S với kính ngắm phản xạ CKE-2 (sau này được thay thế bằng kính CP-1 có hỗ trợ ngắm đêm và laser đo xa), hệ thống điều khiển điện tử cho súng và giá phóng cho tên lửa "Grom", sản xuất từ năm 2002[18] (pictures).
      - ZUR-23-2KG-I - Phiên bản xuất khẩu cho Indonesia với kính ngắm CKE-2I.
      - TR-23-2 - Phiên bản huấn luyện giả định của ZUR-23-2KG-I. Bộ kit của TR-23-2 bao gồm 1 vị trí cho giáo viên, 1 vị trí cho xạ thủ (bao gồm vài thay đổi nhỏ với vị trí của kính ngắm nhường chỗ cho bộ máy tính). Các bộ huấn luyện có thể liên kết dữ liệu với nhau qua đường truyền không dây.[19]
      - Kobra - Module nhỏ lẻ dành cho phòng không tầm ngắm và tầm thấp. Một khẩu đội điển hình bao gồm 6 pháo (thường là mẫu ZUR-23-2KG), 6 bộ máy điều khiển poprad, một máy chỉ huy WD-95 và radar MMSR.[20]

  - ZU-23-2M "Wróbel" - Phiên bản Hải quân, sử dụng hệ thống điều khiển bằng thủy lực, sản xuất từ năm 1979.[18]
  - ZU-23-2MR "Wróbel-II" - Phiên bản Hải quân ZUR-23-2S, tên lửa vác vai Strela-2M và hệ thống làm mát bằng nước, sản xuất từ năm 1986[18][21] (picture).
    - "Hibneryt" - Các phiên bản ZU-23-2 nói chung của Ba Lan lắp đặt trên xe tải Star 266, xe tải có vài thay đổi để có thể chứa đạn, bộ điều khiển điện tử của pháo cũng có nhiều thay đổi và sử dụng nguồn điện từ ắc quy tích hợp trên xe.

### Cộng hòa Séc
- ZU-23-2M2 Vlara (picture).

### Cộng hòa Slovakia
- ZU 23M - Phiên bản hiện đại hóa với bộ điều khiển điện từ, phát triển bởi công ty EVPU.[22] Phiên bản này được EVPU và công ty Punj Lloyd Ltd của Ấn Độ giới thiệu cho quân đội Ấn Độ.[23]

### Ai Cập
- ZU 23-M - Phiên bản sản xuất dưới giấy phép với tênSH-23M tại nhà máy kỹ thuật Abu Zaabal [4]
  - Nile 23 - Phiên bản tự hành lắp trên xe bọc thép M-113. Một tổ đội chiến đấu gồm 1 súng ZU 23-M và tên lửa phòng không Saqr Eye, tất cả lắp đặt trên xe M113.[24][25]
  - Sinai 23 - Tương tự Nile 23, với súng và tên lửa lắp đặt trong tháp pháp TA-23E, dẫn bắn bằng radar RA-20S băng E. Các tên lửa có thể lắp cùng giá bao gồm Saqr Eye, FIM-92 Stinger.[26]

### Phần Lan
- 23 ItK 95 - Phiên bản nâng cấp dựa trên 23 ItK 61, thiết kế bởi Instrumentointi Oy and Vammas Oy. Phiên bản nâng cấp bao gồm thiết bị ổn định súng bằng con quay hồi chuyển, APU và thiết bị laser đo xa. ().[14]
- SAKO 23 mm/87 - Phiên bản dành cho Hải quân. Có các biến thể nhỏ hơn gồm 23 M74, 23 M77, 23 M80 và 23 M85. Súng có thể được gỡ khỏi bệ M85 và thay thế bằng bệ tên lửa phòng không Mistral surface-to-air missiles.[27]

### Trung Quốc
- Type 85/YW 306 - Phiên bản được Norinco copy hoàn toàn từ ZU-23-2, đồng thời, Norinco cũng kiêm luôn là nhà sản xuất chính thức.[5] Phiên bản xuất khẩu có tên G-AA-01.[28] Vài nguồn thường ghi nó là Type 85.
  - Đại Nỏ - Tiếng Hán giản thể Shengong (Deity Bow, 神弓). Đây là tên của một hệ thống phòng không bao gồm 1 khẩu đội 8 pháo Type 85 và xe cung cấp điện.[5]
  - "Đại Nỏ II" hayShengong-II - Phiên bản nâng cấp, xuất khẩu từ năm 2005 đến nay. Ngoài pháo 23mm, nó lắp đặt thêm giá phóng tên lửa TY-90 và radar 3 tham số.[5]
- Type 87 - Phiên bản nâng cấp với pháo 2 nòng 25 mm sử dụng đạn 25x183B PG87. Sau thiết kế ban đầu không thành công, phiên bản cải tiến đã được chấp nhận phát triển tiếp năm 1979 và đưa vào đánh giá năm 1984. Type 87 được đưa vào sử dụng năm 1987. Nó có chung cách bố trí với phiên bản gốc bao gồm 1 pháo tự động 2 nòng, bộ ổn định, 2 băng tải đạn, kính ngắm hồng ngoại Type 86 và 2 băng đại 40 viên. Type 87 có thể bắn ở chế độ từng phát hoặc theo loạt, với tốc độ bắn tuần hoàn khoảng 600~700 viên/phút và có sơ tốc đầu nòng khoảng 1,050 m/s.[29]
  - Type 95 SPAAA - (PGZ95) - Phiên bản tự hành của Type 87.

### Iran
- Mesbah-1 - Phiên bản pháo cao tốc tự động tầm gần (Close-in weapon system) với 4 khẩu ZU-23. Giới thiệu lần đầu năm 2010.
- ZU-23-6 (tên chưa chính thức) - Tương tự Mesbah-1 nhưng chỉ gồm 3 súng 6 nòng thay vì 8 nòng. Đây được coi là phiên bản hiện đại hóa của Mesbah-1.[30]

## Các quốc gia sử dụng
- Nga
- Afghanistan
- Algérie - 60
- Armenia
- Azerbaijan
- Bangladesh
- Bosna và Hercegovina - 150
- Bulgaria - 128
- Campuchia
- Trung Quốc - Type 85, Type 87(25*183mmB,not23*152mm)
- Cabo Verde - 8
- Cuba
- Síp
- Djibouti
- Ecuador - Type 80 [31]
- Ai Cập - 650 khẩu được nâng cấp với radar dẫn đường
- Estonia - 198, lắp đặt trên xe MAN 4520 6x6.
- Ethiopia - 10
- Phần Lan - 1,100
- Gabon - 24
- Gruzia - 200
- Hy Lạp - 523
- Guiné-Bissau - 16
- Ấn Độ - 800
- Indonesia - 4 hệ thống ZUR-23-KG-I, một phần của tổ hợp "Kobra" AD TNI-AU[32][33] + 18 Type 80 một phần của tổ hợp Giant Bow II AD TNI-AD[34][35]
- Iran
- Iraq - Sử dụng phiên bản của Ba Lan và Bulgaria lắp trên xe MT-LB
- Israel[36]
- Hungary
- Lào - 2
- Latvia - 3 ZU-23-2MR Wróbel II
- Liban - 1,000+, lắp trên xe bọc thép M-113
- Libya - 450
- Maroc - 160
- Moldova - Lắp trên xe BTR-D
- Mali
- Mông Cổ
- Mozambique - 150
- Myanmar - 380 Type 87
- Namibia
- Nicaragua - 20
- Nigeria - 20
- Đức Được Đông Đức Chuyển giao
- Pakistan - 5,200
- Perú - 230
- Ba Lan - 444 ZUR-23-2 và vài phiên bản dành cho Hải quân
- Western Sahara (SADR) - 50
- Nam Phi - 36[37]
- Somalia
- Sri Lanka
- Syria
- Tanzania - 40
- Uganda - 5
- Ukraina
- Hoa Kỳ -
- Venezuela - 300 ZU-23ZOM 1-4
- Việt Nam - Khoảng hơn 300 tổ ZU-23-2 do Việt Nam mua trực tiếp từ Liên Xô (Nga) từ thời Chiến tranh Việt Nam cho đến nay. Ngoài ra, vài phiên bản khác của ZU-23-2 được Việt Nam đặt mua của Cộng hòa Séc, Slovakia, Ba Lan thì được lắp trên các tàu CSB.
- Yemen - 200
- Zimbabwe - 5

### Các quốc gia từng sử dụng
- Liên Xô - Chuyển giao cho các quốc gia thành viên.
- Đông Đức

- Rhodesia